# Capasa quadraria
Capasa quadraria är en fjärilsart som beskrevs av W. Warren 1893. Capasa quadraria ingår i släktet Capasa och familjen mätare. Inga underarter finns listade i Catalogue of Life.